# 1992 NP
1992 NP är en asteroid i huvudbältet som upptäcktes den 2 juli 1992 av de båda amerikanska astronomerna Eleanor F. Helin och L. Lee vid Palomarobservatoriet.
Den tillhör asteroidgruppen Eunomia.